# Aechmea 'Chantichantha'
Aechmea 'Chantichantha' es un cultivar híbrido del género Aechmea perteneciente a la familia Bromeliaceae.
Es un híbrido creado antes del año 1976 con las especies Aechmea distichantha x Aechmea chantinii.